# Chilhac
Chilhac település Franciaországban, Haute-Loire megyében. Lakosainak száma 173 fő (2022. január 1.). Chilhac Aubazat, Cerzat, Lavoûte-Chilhac és Saint-Privat-du-Dragon községekkel határos.

## Népesség
A település népességének változása:
| Lakosok száma | 206  | 175  | 181  | 197  | 199  | 193  | 181  | 171  | 167  | 173  |
|               | 1968 | 1982 | 1990 | 2006 | 2013 | 2015 | 2017 | 2019 | 2020 | 2022 |